# 創世紀樂團

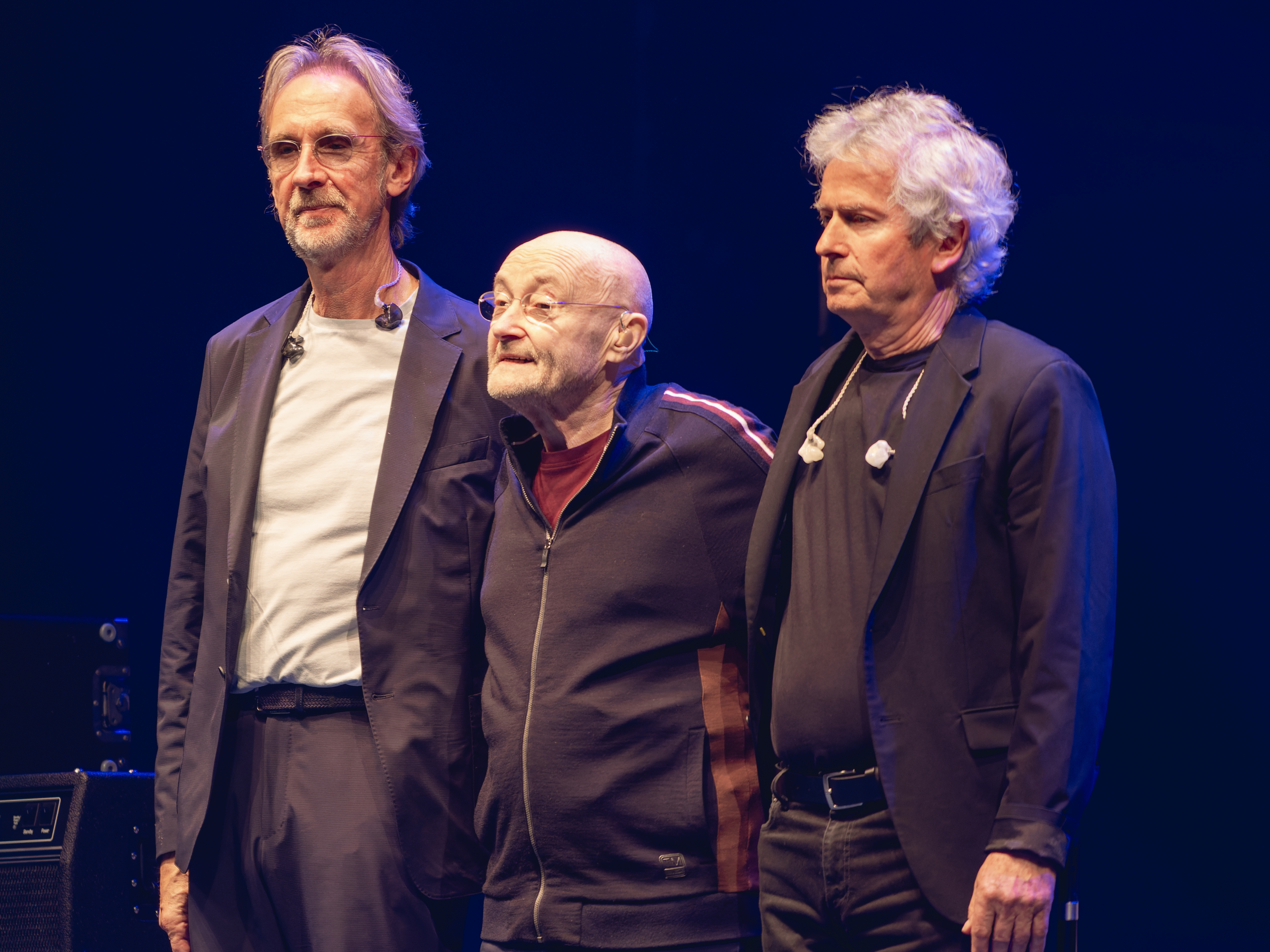
创世纪乐团1977–1996的阵容（迈克尔·路德佛、菲尔·科林斯和东尼·班克斯）于2022年同台演出

創世紀樂團是1967年組成的一个英國前衛搖滾團體，當時東尼·班克斯、彼得·蓋布瑞爾兩個人都還在切特豪斯学校就讀。創世紀起初是由兩個不同的團體所合併組成的：The Garden Wall樂團的(班克斯、蓋布瑞爾)與 Anon樂團的(路德佛、菲利普斯)。團名是經由受洗禮所決定的，而他們的經紀人早先是乔纳森·金而後是托尼·斯特拉顿-史密斯（Tony Stratton-Smith）。不論在70、80以及90年代，創世紀皆有著相當成功的表現，他們在美國銷售了2150萬份美國唱片業協會(RIAA)認證專輯，其全球銷售額估計在1億到1.5億之間。他們的長青歲月只有滾石合唱團以及奇想樂團相堪比擬，2010年樂團被引入搖滾名人堂。
創世紀樂團在1998年宣布無限期停止演出。

## 甫初成軍
创世纪最早的阵容为彼特·盖布瑞尔（歌手）、安东尼·菲利普斯（吉他）、托尼·班克斯（键盘）、麦克·卢瑟福德（貝斯）和克里斯·斯图亚特（打击乐器）。1969年他们錄製了首張專輯《From Genesis to Revelation》。制作人乔纳森·金本人写歌。在錄製的過程中克里斯·斯图亚特离开了乐团，被约翰·斯尔维尔取代。乔纳森·金喜歡他們所錄製的像比吉斯軟式搖滾的流行歌曲，便把這些歌曲組合在一起宣稱這是一個「概念專輯」，而且他还在这些录音上加入了一些管弦乐器的演奏。這張專輯普遍認為水準不高，因此創世紀的團員覺得被他擺了一道，他们宣称创世纪乐团解散来結束与金的合同。時至今日，金被團員以及歌迷認為是十分厚顏無恥的，這是因為他聲稱創世紀（Genesis）這個名字是他所創思出來的，並且要求這張專輯日後重新錄製的參與權。
首張專輯發行後，創世紀围绕着他们的新鼓手约翰·梅修（John Mayhew）重新组织，賣力地在各地演唱，最終贏得了Charisma Records的一紙新合約。藉由現場的演出，創世紀的誇張造型與陰鬱風格逐漸成為他們最醒目的特色。菲利普斯因健康因素(部分是因為舞台緊張)在1970年錄製專輯Trespass後離開團體。
專輯Trespass定义了该乐团70年代的风格，其特点是长的、有时歌剧式的歌曲，偶尔夹杂着短的、往往诙谐的歌。其风格是与深紅之王、Yes、鑼乐团和溫柔的巨人樂團等乐团类似的前卫摇滚风格：其音乐包括精心排列的曲调与特技的演奏。
菲利普斯的離開給予班克斯與路德佛不小的打擊，因為菲利普斯同是創團元老之一，並且是推動團體向專業邁進的主要動力。當時，他們也懷疑團體是否能夠繼續地走下去。
終究，剩餘的三人決心繼續向前邁進，要將團體成員的素質全面提升。在1970年8月4日找來菲爾·柯林斯接替鼓手的位置。四人一起演奏，同时他们还与吉他手米克·巴纳德一起合作过。
但是乐团的成员认识到巴纳德比不上他们的技巧，他们继续寻找菲利普斯的继承人。1970年底史蒂夫·哈克特在音乐杂志《旋律製造者》裡提交了一个寻职启示，盖布瑞尔回應了这个启示。他在听了哈克特的演奏后立刻就雇用了他。

## 彼得·蓋布瑞爾主導時期
經典陣容的第一張作品為1971年的《童真罪行》（Nursery Cryme），其中包括了《Harrold the Barrel》、《Fountain of Salmacis》、《为了逝去的朋友们》（For Absent Friends，菲爾柯林斯在團體中的第一次歌唱）以及《The Musical Box》（其高潮迭起的結尾旋律成為日後演唱會上必備曲目）。
1972年的《狐步》（Foxtrot）收錄了23分鐘的大作《晚餐已就》（Supper's Ready）以及受阿瑟·克拉克所啟發的作品《Watcher of the Skies》，這張專輯讓創世紀樂團證明了自身的創作與現場演出功力。加布瑞爾華麗與極富戲劇效果的舞台造型（在表演中屢屢更換服裝），並在歌曲演唱前朗誦超現實的故事作為前言，讓創世紀樂團的現場演出成為當時人們前往觀賞的一大原因。
緊接著1973年的《用英镑出卖英格兰》（Selling England by the Pound）得到各方面的高度肯定，許多樂迷公認本專輯為創世紀樂團的不朽之作，專輯中的歌曲如《Firth of Fifth》、《I Know What I Like (In Your Wardrobe)》與《Cinema Show》都成為日後傳頌不衰的經典曲目。
吉他手史蒂夫·哈克德在這幾張專輯的製作中運用了當時不多見的點弦(公認最初的發行者為埃迪·范·海伦)和扫弦(在80年代裡經由英格威·玛姆斯汀而普及)的彈奏吉他技巧。在《The Return Of The Giant Hogweed》、《晚餐已就》與《Dancing With The Moonlit Knight》都可以聽到他精湛的吉他技藝。
之後，創世紀的音樂版圖延伸到了概念專輯上，在1974年11月發行《百老汇的诱人谎言》（The Lamb Lies Down on Broadway），故事講述主人翁瑞尔（紐約的波多黎各龐克少年）的超現實旅程。在專輯製作過程，班克斯與加布瑞爾產生不小的分歧。創世紀在美國演出時皆是表演整張專輯，可是專輯的複雜晦澀使得銷售成績並不耀眼，菲爾柯林斯在多年後回憶道說：「我到現在還是搞不懂這張專輯」(he never really got "The Lamb".)
在《百老汇的诱人谎言》的巡迴演出後，蓋布瑞爾覺得自己逐漸被團體所侷限，另外他的婚姻讓他無法毫無顧忌的投入演出工作，在1975年他離開了創世紀樂團。在這張專輯中，加布瑞爾完全沒有參與音樂的部分，他只負責了故事與詞曲創作。加布瑞爾1977年的首張個人專輯（《彼得·盖布瑞尔(I)》）中的《Solsbury hill》歌詞內容便是抒發他離開創世紀樂團的心情。

## 菲爾·柯林斯时期

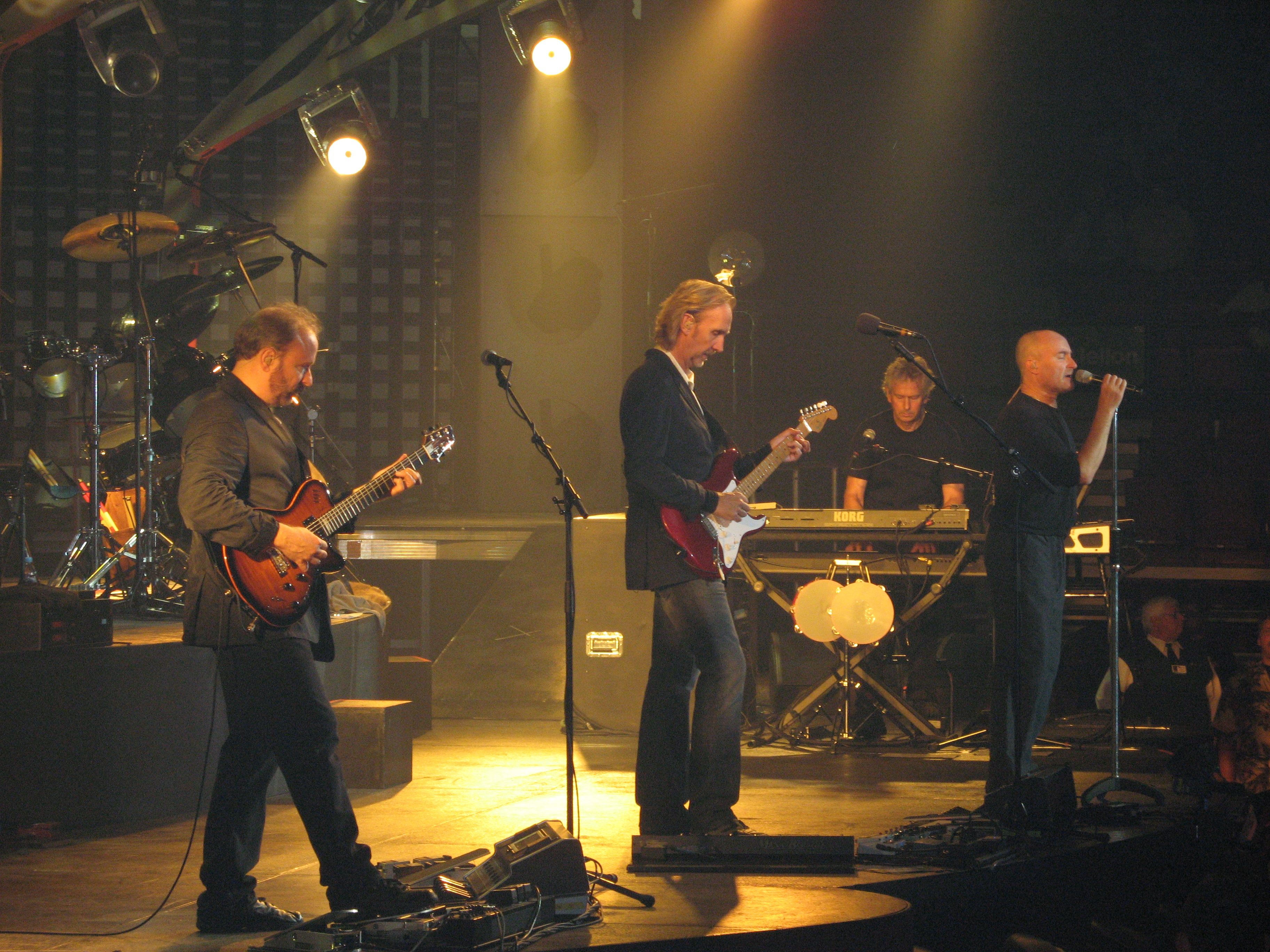
创世纪乐团2007年的演出现场，从左至右分别是：达瑞·史都米尔、迈克尔·路德佛、东尼·班克斯、菲尔·科林斯

蓋布瑞爾走后乐团开始寻找新的歌手。卢瑟福德在一次采访中说：“由于彼得和他的服饰我们有好多稀奇古怪的候选人。”菲爾·柯林斯至此为止一直是背景歌唱获得了教候选人唱創世紀樂團的歌的任务，大家渐渐认识到这位“教师”比其他候选人要好得多，但是大家都不愿承认乐团的鼓手应该成为彼得·蓋布瑞爾的继承人。Yes的瓊·安德森是少数可以与柯林斯媲美的人。
最后大家还是决定至少在录音的时候让柯林斯做他们的主歌手。许多人认为乐团没有蓋布瑞尔会大失败。但是柯林斯证明自己是最好的选手。许多乐团的热爱者和音乐评论家对此表示吃惊。事实上此前很少有乐团在失去了一位象加布瑞尔这样受欢迎的歌手后能够继续其成就，而取代者竟然是乐队的鼓手的更是绝无仅有的了。
《那条尾巴的把戏》（A Trick of the Tail）受到了好评，它也证明了这支乐队不只是在前面表演的歌手的伴奏。这张唱片的制作也比过去的唱片好得多，这主要要归功于新的制作人戴维·亨彻尔（David Hentschel），亨彻尔在此前就为《童真罪行》做过工程师了。唱片成功的另一个因素是菲爾·柯林斯（引用一个评论家的语言来说）听上去比蓋布瑞尔还要蓋布瑞尔。这张唱片包含一些当时非常典型的歌如《Ripples》、《Mad Mad Moon》、《在火山上跳舞》（Dance on a Volcano）和《Entangled》。
《那条尾巴的把戏》的成功并不解决乐团的问题。柯林斯相信他可以完成舞台上的任务，但是他们还是需要一个鼓手来取代他。当时他唯一信任的鼓手是从Yes转到King Crimson的比尔·布鲁福德。1976年的巡回演出中布鲁福德加入了乐团，后来融合爵士出身的切斯特·汤普森在台上表演时做鼓手，使得柯林斯得以步入灯光之中。汤普森在加入创世纪前就已经为风云之乐团（Weather Report）和法兰克·札帕工作过了。柯林斯实况唱加布瑞尔的歌时不像加布瑞尔，首先他不做加布瑞尔那样的表演，而且他的演唱比加布瑞尔更轻松和微妙。在1982年的米林基那斯重聚会表演上彼得·加布瑞尔对柯林斯说柯林斯唱加布瑞尔的歌比彼得要好，但不完全象彼得。
1976年初发表的《Wind & Wuthering》证明了乐队新阵容的优点。这张唱片上包括两首经典的歌：《Eleventh Earl of Mar》和《Afterglow》。

### 史蒂夫·哈克特的离开
吉他手史蒂夫·哈克德逐渐与乐团不和。蓋布瑞尔离开后门，他借机录了一张独奏唱片。在录《Voyage Of The Acolyte》时所感受到的自由使他感受到乐团所帶給他的限制。据柯林斯说，当时哈克德要求《Wind & Wuthering》中四分之一得是他的創作。柯林斯认为“这是在一个乐团内的工作者的蠢办法。”创世纪试图满足他的要求，将《Unquiet Slumbers for the Sleepers..In That Quiet Earth》中更多的歌说成是哈克德写的，但也无法满足哈基德。《Spot the Pigeon》（包括《Wind & Wuthering》中提取出来的歌）发表后哈克德离开了乐团。1977年的《Seconds Out》演唱會实况唱片是哈基德与创世纪一起发表的最后一部唱片。
麦克·卢瑟福德在录音时接替了哈基德的任务，实况表演时达里尔·斯托尔梅（达里尔·斯托尔梅）表演吉他和低音。乐团以三人的形式继续下去。他们1978年的唱片因此叫做《...And Then There Were Three...》。这张专辑同時体现出创世纪的音乐的一个顯著变化：他们揮別了过去的10分钟以上的巨作，而转向短的、更适合电台广播的歌。其中包括他们第一首美国电台流行歌曲《跟你跟我》（Follow You Follow Me），也讓本专辑成为创世纪第一張在美國拿到的金专辑。

### 更摇滚，更流行
1979年菲爾·柯林斯为了挽救他的第一次婚姻移居加拿大，创世纪乐团几乎失去了他。但两个月后柯林斯离婚了，他返回英国，立刻就投入了《杜克》（Duke）的工作。柯林斯后来说他的这次婚姻的失败加速了他成为写歌手的过程。《杜克》是第一张他的歌与班克斯和卢瑟福斯的歌一样多的专辑。《杜克》使得创世纪的歌更加远离他们1970年代的歌了。长的、复杂的歌被簡短化、更“容易被接受”的歌所代替。创世纪后来的专辑和菲尔·柯林斯的独唱项目后来都使用了电子鼓。
《杜克》比创世纪过去的专辑都要流行商业化，它受到了主流媒介的好评，成为创世纪在英国的第一部第一名专辑。《Misunderstanding》和《Turn It On Again》成为乐团的必奏歌曲。
1981年创世纪录制了《阿巴卡》（Abacab）。这个专辑里铜管乐器和吹奏乐器使用很多。《No Reply At All》是与地球风与火樂團合作产生的。专辑中还使用了更有威力的柯林斯的演奏鼓。还使用了一个反噪音门，一些歌裡面没有使用锣。柯林斯在协助彼得·蓋布瑞尔录制蓋布瑞尔1980年的独唱专辑《Intruder》时创世纪的工程师和同制作人休·帕支汉（Hugh Padgham）与蓋布瑞尔一起研究了一些新的声音，这些声音被加入了《阿巴卡》。
所有这些新的发展，包括帕支汉的制作，也都体现在了柯林斯同年初的首张独唱专辑《Face Value》里了。尤其“带门”的鼓声后从此成为创世纪和菲尔·柯林斯的声响标志。

### 重合和独唱的成功
1982年乐团发表了双实况演出专辑《Three Sides Live》。该专辑的美国版本有三面是实况演出的歌，一面是制作厂录音。后者包括《Paperlate》，在英国这一面在此前就已经发表了，因此英国版本包含更多的过去的实况录音。这一年乐团还与蓋布瑞尔和哈基德一起举行了一场重合音乐会。这场音乐会是仓促准备的，来弥补蓋布瑞尔在当年初的音乐、艺术与舞蹈的世界节庆上没有参加的一场音乐会。
1983年乐团发表了以乐团名字命名的专辑《创世纪》，这是乐团第三张在英国名列第一的专辑。
专辑里包括适于电台广播的歌如《妈妈》（Mama，以戏剧性的实况鼓表演结束）和《That's All》，但也包括了一些乐团所喜欢的长的歌如《海边的家》（Home by the Sea），这首歌尤其因为它的五声音阶在亚洲受欢迎。《Just a Job to Do》成为美国广播公司1985年的侦探电影《The Insiders》的主题歌。
1986年的《无形的手》（Invisible Touch）是创世纪出售量最高的专辑，当时菲尔·柯林斯作为独唱音乐家也达到了顶峰。专辑中有五首歌达到了美国前五名，同名歌曲更是Billboard的一週冠軍歌，蓋布瑞爾的《Sledgehammer》也接續躍上冠軍位置。评论家和创世纪的过去的热爱者批评这部专辑太“流行”，许多人怀疑柯林斯的独唱成功是否会导致乐团的分裂。
那年初英国电视台的一个讽刺节目仿制人（Spitting Image）里使用了柯林斯的一个木偶，柯林斯对此影响深刻。乐团与节目制作人联系制作了一个叫做《Land of Confusion》的电视录像。这部录像是对冷战的一个讽刺。冷战双方的领导人被表演为特别喜欢摁核战争的按钮。罗纳德·里根的木偶穿着一身超人的服装。这部录像被提名为MTV当年最佳录像的候选人，但是被蓋布瑞爾的《Sledgehammer》击败。有趣的是卢瑟福德的木偶后来在仿制人里被重新使用为耶稣。
1987年创世纪是首个在温布利体育館连续进行四天音乐会的乐团。乐团的表演使用了当时最先进的技术。许多创世纪首次使用的技术今天是摇滚乐音乐会的必须设备。
由于各位音乐家都在搞自己的独奏生涯，乐团中断了很长一段时间。1991年他们发表了《我们不会跳舞》（We Can't Dance）。这是菲尔·柯林斯与乐团的最后一次制作厂里制作的专辑。专辑里包括一些非常成功的歌如《Jesus He Knows Me》、《我不会跳舞》（I Can't Dance）和《No Son Of Mine》以及比较长的歌《驾驶最后钉》（Driving the Last Spike）和《Fading Lights》。专辑里还有纪念埃里克·克莱普顿早逝的儿子的歌《Since I Lost You》。

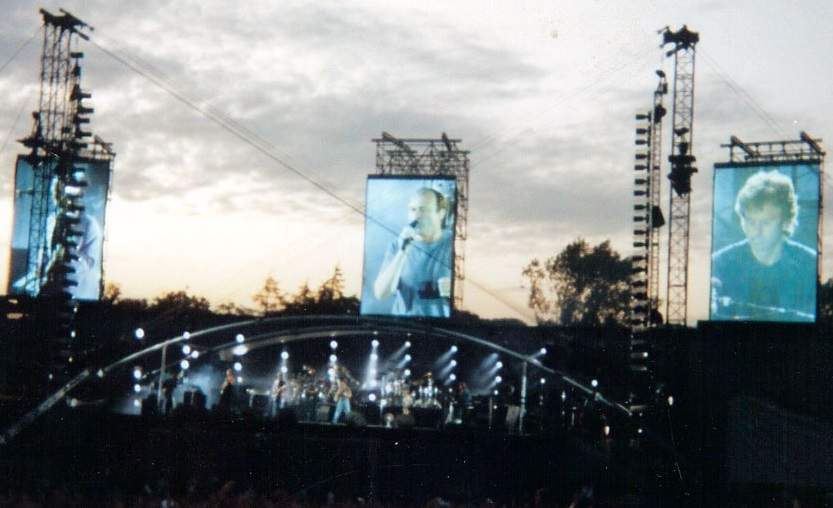
Genesis performing "Land of Confusion" in Knebworth, England (August 2nd, 1992).

此间柯林斯本人已经成为了一个巨星，他本人的独唱生涯非常成功，录了自己的音，拍了电视，以鼓手的身份参加罗伯特·普兰特和埃里克·克莱普顿的音乐会。柯林斯本人的成功肯定也促进了创世纪乐团的成功和其风格。许多人将他1996年离开乐团看作是乐团的末日。
2005年11月菲尔·柯林斯说他想重组原来的彼得·蓋布瑞尔时期的创世纪乐团。史蒂夫·哈基德和蓋布瑞尔都表示大家在讨论这个问题。但2005年12月1日乐团成员发表了一个声明说在此后的12个月里没有一起表演的计划。

## 雷·威尔森加入
卢瑟福德和班克斯决定继续下去，他们得以补充缺乏的乐团成员。鼓手由尼尔·支德基亚胡（Nir Zidkyahu，一位以色列鼓手）和Spock's Beard乐团的尼克·德·维吉利奥（Nick D'Virgilio）分担。两人的风格相当明显，德·维吉利奥比较温柔，节奏简单，而支德基亚胡则打击得非常厉害。现场表演的吉他手斯托尔梅也与柯林斯一起演奏。与保罗·布莱迪（Paul Brady）和可儿家族一起工作过的安东尼·德兰南（Anthony Drennan）被征募为吉他手。最后班克斯和卢瑟福德征募Stiltskin乐团的前歌手雷·威尔森来代替柯林斯。威尔森不是唯一的候选人。传说卢瑟福德的个人乐团麦克与机械工乐团的歌手保罗·卡拉克（Paul Carrack）和保罗·杨也曾被考虑过。其它传说则说前卫摇滚乐团Marillion的前歌手鱼或者警察乐团的斯汀可能入选,而许多纯摇滚乐的热衷者则希望彼得·盖布瑞尔的重返。
《Calling All Stations》在欧洲很畅销，但是在美国一点也不成功。原因是在美国嬉蹦文化、另类摇滚和少年流行曲比经典摇滚乐要流行。因此创世纪取消了去美国巡回演出的计划。

## 解散及之後的發展
虽然如此创世纪乐团还是解散了，不过其成员（包括菲利普斯和哈基德，但不包括盖布瑞尔）还依然保持联系并且不排除重组的可能性。
在2007年，艾爾·高爾所籌組舉辦的Live Earth氣候危機抗暖化演唱會中，創世紀樂團還保持聯繫的成員再次重組參與這次的活動，並演唱了「Invisible Touch」等歌曲。

## 延伸阅读
- Banks, Tony; Collins, Phil; Gabriel, Peter; Hackett, Steve; Rutherford, Mike. Dodd, Philipp , 编. . Weidenfeld & Nicolson. 2007. ISBN 978-0-297-84434-1.
- Bowler, Dave; Dray, Bryan. . Sidgwick & Jackson. 1992. ISBN 978-0-283-06132-5.
- Buckley, Peter.  3rd. Rough Guides. 2003. ISBN 978-1-843-53105-0.
- Collins, Phil. . Penguin. 2016. ISBN 978-1-784-75360-3.
- Everett, Walter. . Routledge. 2008. ISBN 978-0-415-97959-7.
- Frame, Pete. . Omnibus Press. 1983. ISBN 978-0-7119-0465-1.
- Hegarty, Paul; Halliwell, Martin. . New York: The Continuum International Publishing Group. 2011. ISBN 978-0-8264-2332-0.
- Hewitt, Alan. . Firefly Publishing. 2001. ISBN 978-0-946-71930-3.
- Macan, Edward. . Oxford University Press. 1997. ISBN 978-0-195-09887-7.
- Martin, Bill. . Chicago: Open Court. 2002.
- Platts, Robin. . Collector's Guide Publishing. 2001. ISBN 978-1-896-52271-5.
- Romano, Will. . Backbeat Books. 2010. ISBN 978-0-8793-0991-6.
- Rutherford, Mike. . Thomas Dunne Books. 2015. ISBN 978-1-250-06068-6.
- Thompson, Dave. . Backbeat Books. 2005. ISBN 978-0-879-30810-0.
- Welch, Chris. . Omnibus Press. 2011. ISBN 978-0-857-12739-6.
- Carruthers, Bob. . Coda Books. 2011. ISBN 978-1-908-53873-4.

## 外部連結
维基共享资源上的相關多媒體資源：創世紀樂團